# Nicole Kidman
Nicole Mary Kidman (ur. 20 czerwca 1967 w Honolulu) – australijsko-amerykańska aktorka, producentka filmowa i okazjonalnie piosenkarka. Za sprawą ponad 40-letniej kariery w filmie i telewizji uchodzi za jedną z najlepszych i najbardziej uznanych aktorek na świecie. Laureatka licznych wyróżnień, w tym Nagrody Akademii Filmowej (Oscara), Nagrody Brytyjskiej Akademii Filmowej (BAFTA), dwóch Emmy, Nagrody Gildii Aktorów Ekranowych (SAG), Pucharu Volpiego i sześciu Złotych Globów. W 2024 uhonorowana Nagrodą Amerykańskiego Instytutu Filmowego za całokształt twórczości.
Debiutowała w latach 80. rolami w australijskich filmach i serialach. Przełomem w jej karierze okazał się film Martwa cisza (1989), po którym zaczęła występować w produkcjach hollywoodzkich. Zdobyła uznanie rolami w filmach Szybki jak błyskawica (1990), Za horyzontem (1992), Za wszelką cenę (1995), Batman Forever (1995), Totalna magia (1998), Oczy szeroko zamknięte (1999) i Moulin Rouge! (2001), za który otrzymała pierwszą nominację do Oscara. Za sprawą roli Virginii Woolf w dramacie Godziny (2002) zdobyła Oscara dla najlepszej aktorki pierwszoplanowej. W kolejnych latach była nominowana do Oscara dzięki filmom Między światami (2010), Lion. Droga do domu (2016) oraz Lucy i Desi (2021). Uznanie i popularność przyniosły jej także role w filmach Inni (2001), Dogville (2003), Wzgórze nadziei (2003), Narodziny (2004), Złoty kompas (2007), Australia (2008), Aquaman (2018), Gorący temat (2019) i Babygirl (2024).
Od 2017 regularnie gra w telewizji. Za sprawą roli w serialu Wielkie kłamstewka (2017–2019) zdobyła nagrodę Emmy dla najlepszej aktorki pierwszoplanowej w miniserialu lub filmie telewizyjnym. W kolejnych latach wystąpiła między innymi w serialach Od nowa (2020), Dziewięcioro nieznajomych (2021–2025) i Special Ops: Lioness (2023–2024). Zagrała także kilka ról teatralnych. Jako piosenkarka nagrała utwory na potrzeby ścieżek dźwiękowych swoich filmów i seriali, a także niezwiązane z rolami, w tym przebój „Somethin’ Stupid” (2001) w duecie z Robbiem Williamsem. Od 2010 prowadzi wytwórnię filmowo-telewizyjną Blossom Films.
W 2020 „The New York Times” przyznał jej piąte miejsce w zestawieniu najlepszych aktorów XXI wieku. W 2004 i 2018 znalazła się na liście 100 najbardziej wpływowych osób na świecie tygodnika „Time”. W 2007 została odznaczona Orderem Australii.

## Dzieciństwo i młodość
Nicole Mary Kidman urodziła się 20 czerwca 1967 w Honolulu na Hawajach jako córka Australijczyków, którzy przebywali tam tymczasowo na studenckich wizach. Jako że urodziła się na terenie Stanów Zjednoczonych, zyskała podwójne, australijsko-amerykańskie obywatelstwo. Zyskała hawajskie imię Hōkūlani („niebiańska gwiazda”), zainspirowane słoniem, który urodził się w podobnym czasie w zoo w Honolulu. Ma korzenie angielskie, irlandzkie i szkockie. Jej ojciec, Antony Kidman (1938–2014), był biochemikiem, psychologiem klinicznym i naukowcem, a w czasie jej narodzin studiował podyplomowo na University of Hawaiʻi at Mānoa. Matka, Janelle Ann Kidman (z domu Glenny, ok. 1938–2024), była instruktorką pięlegniarstwa, redaktorką książek męża i członkinią australijskiej feministycznej organizacji lobbystycznej, Women’s Electoral Lobby. Pierwsze lata życia spędziła w Waszyngtonie, gdzie jej rodzice brali udział w protestach przeciwko wojnie wietnamskiej. Gdy miała trzy lata, rodzina powróciła do Australii. Ma młodszą siostrę Antonię (ur. 1970), dziennikarkę i prezenterkę telewizyjną.
Dorastała w Longueville w aglomeracji Sydney, gdzie uczęszczała do szkół Lane Cove Public School i North Sydney Girls High School. W wieku trzech lat zaczęła uczęszczać na zajęcia z baletu. Do marzenia o byciu aktorką zainspirowała ją rola Margaret Hamilton w filmie Czarnoksiężnik z Oz (1939). W Sydney uczęszczała na zajęcia z aktorstwa w Phillip Street Theatre, między innymi z Naomi Watts, a następnie w Australian Theatre for Young People, gdzie specjalizowała się w dramacie i pantomimie. Aby rozwinąć karierę aktorską, rzuciła szkołę średnią.

## Działalność artystyczna

### 1983–1989
W 1983, w wieku 16 lat, zadebiutowała jako aktorka australijskim filmem Bush Christmas. Zaczęła się pojawiać w australijskich filmach i serialach telewizyjnych. Zagrała między innymi w filmach Bandyci kontra BMX (1983), Windrider (1986) i Królowie nocy (1988). Wystąpiła w serialach takich jak Five Mile Creek (1985) czy Winners (1985) oraz w filmach telewizyjnych Chase Through the Night (1983), Skin Deep (1984), Matthew i syn (1984), Room to Move (1985) i Un’ Australiana a Roma (1987). Popularność przyniósł jej miniserial Wietnam (1987), za który zdobyła swoją pierwszą nagrodę Australian Film Institute. Drugą nominację przyniosła jej rola drugoplanowa w filmie Emerald City (1988). W 1988 występowała w sztuce teatralnej Stalowe magnolie, najpierw od maja w Melbourne, a następnie od sierpnia w Sydney.
W kwietniu 1989 odbyła się premiera jej pierwszej produkcji hollywoodzkiej, dreszczowca Martwa cisza. Wcieliła się w Rae Ingram, żonę oficera marynarki wojennej, żyjącej w zagrożeniu przez rozbitka na morzu (w tej roli Billy Zane). Film okazał się przełomem w jej karierze i przyniósł jej międzynarodową popularność. Krytyk filmowy z magazynu „Variety” napisał: „Kidman jest znakomita w całym filmie. Nadaje postaci Rae prawdziwą wytrwałość i energię”, zaś Roger Ebert ocenił: „W swoich wspólnych scenach Kidman i Zane wzbudzają prawdziwą, namacalną nienawiść”. Również w 1989 zagrała główną rolę w australijskim miniserialu Bangkok Hilton, emitowanym w listopadzie przez Network 10.

### 1990–1999
Wystąpiła u boku ówczesnego partnera, Toma Cruise’a, w filmie Szybki jak błyskawica, którego premiera odbyła się w czerwcu 1990. Wcieliła się w młodą lekarkę, która zakochuje się w kierowcy NASCAR. Film odniósł sukces komercyjny i był jednym z największych przebojów roku w box office. Wcieliła się w jedną z trzech licealistek (wraz z Thandie Newton i Naomi Watts) w australijskim filmie Randka na przerwie, który wszedł na ekrany kin w marcu 1991. Został on nagrodzony nagrodą Australijskiego Instytutu Filmowego w kategorii najlepszy film. Następnie wystąpiła w roli kochanki głównego bohatera (w tej roli Loren Dean) w filmie Billy Bathgate, którego premiera odbyła się w listopadzie 1991. Recenzent „The New York Times” określił ją jako „piękność z, jak się okazuje, poczuciem humoru”. Rola przyniosła jej pierwszą nominację do Złotego Globa, w kategorii najlepsza aktorka drugoplanowa w filmie. W maju 1992 ukazał się film Rona Howarda Za horyzontem, w którym wystąpiła u boku Cruise’a jako irlandzka partnerka jego bohatera, Shannon. Film zarobił 138 milionów dolarów. W 1993 pojawiła się w dwóch filmach. Pierwszym z nich był Pełnia zła, w którym wcieliła się żonę bohatera granego przez Aleca Baldwina, wydany w październiku. Drugim był Gra o życie, wydany w listopadzie, gdzie zagrała żonę bohatera Michaela Keatona. W listopadzie 1993 poprowadziła odcinek programu telewizyjnego Saturday Night Live.
W maju 1995 na 48. MFF w Cannes odbyła się premiera filmu Za wszelką cenę w reżyserii Gusa Van Santa, w którym wystąpiła w głównej roli jako prezenterka pogody Suzanne Stone. Krytyk filmowy Mick LaSalle z „San Francisco Chronicle” ocenił jej występ: „Wnosi do roli warstwy znaczenia, intencji i impulsu. Opowiadając historię z perspektywy pierwszej osoby – jak robi to przez cały film – Kidman pozwala zobaczyć kalkulacje, kręcące się tryby, transparentne próby oczarowania, które jednakowo skutecznie oczarowują”. Film przyniósł jej pierwszego Złotego Globa, w kategorii najlepsza aktorka w filmie komediowym lub musicalu, a także nominację do Nagrody Brytyjskiej Akademii Filmowej (BAFTA). Wcieliła się w drugoplanową rolę doktor Chase Meridian w filmie Batman Forever na podstawie komiksów DC Comics o Batmanie, którego zagrał Val Kilmer. Wszedł na ekrany kin w czerwcu 1995 i zarobił 337 milionów dolarów. Wystąpiła jako Isabel Archer, u boku Barbary Hershey i Johna Malkovicha, w filmie Jane Campion Portret damy, adaptacji powieści pod tym samym tytułem. Jego premiera odbyła się w sierpniu 1996 na 53. MFF w Wenecji. Następnie zagrała doktor Julię Kelly, specjalistkę do spraw energetyki jądrowej, w dreszczowcu Peacemaker. Film, w którym pojawiła się u boku George’a Clooneya, wszedł na ekrany kin we wrześniu 1997 i zarobił ponad 110 milionów dolarów.
Zagrała jedną z głównych ról w filmie fantasy Totalna magia, wydanym w październiku 1998. Wraz z Sandrą Bullock wcieliły się w siostry czarownice, które stają w obliczu groźnej klątwy, uniemożliwiającej im znalezienie trwałej miłości. Film odniósł porażkę w box office. Również z 1998 roku występowała w sztuce Davida Hare’a The Blue Room, najpierw od września na West Endzie, a następnie od grudnia na Broadwayu. Otrzymała za nią nominację do Laurence Olivier Award dla najlepszej aktorki. Wraz z mężem, Tomem Cruisem, wcieliła się w parę w dreszczowcu erotycznym Oczy szeroko zamknięte. Był to ostatni film wyreżyserowany przez Stanleya Kubricka, wydany w lipcu 1999, po jego śmierci. Odniósł sukces komercyjny, zarabiając 162 miliony dolarów. Slant Magazine nazwał go drugim najlepszym filmem lat 90., zaś BBC zamieścił w rankingu 100 najlepszych amerykańskich filmów w historii.

### 2000–2009

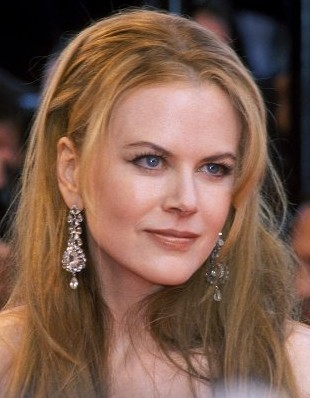
Kidman podczas premiery Moulin Rouge! na 54. MFF w Cannes (2001)

Wystąpiła w roli Satine, artystki kabaretowej i kurtyzany, w filmie muzycznym Moulin Rouge! w reżyserii Baza Luhrmanna, u boku Ewana McGregora. Jego premiera odbyła się w maju 2001 na 54. MFF w Cannes. Zaśpiewała w kilku utworach muzycznych nagranych do filmu i wydanych na jego ścieżce dźwiękowej. Recenzent CNN ocenił, że była to jej najlepsza rola od czasu Za wszelką cenę (1995), dodając: „Jako Satine jest olśniewająca i oszałamiająca. Porusza się z całkowitą pewnością siebie przez cały film. Kidman wydaje się specjalizować w postaciach «królowej lodu», ale w przypadku Satine pozwala sobie na odrobinę odwilży”. Dzięki filmowi zdobyła swojego drugiego Złotego Globa dla najlepszej aktorki w filmie komediowym lub musicalu, ponadto otrzymała pierwszą nominację do Nagrody Akademii Filmowej (Oscara) oraz grupową nominację z obsadą do Nagrody Gildii Aktorów Ekranowych (SAG). Moulin Rouge! zarobił około 180 milionów dolarów, został uhonorowany nagrodą National Board of Review dla najlepszego filmu roku i otrzymał osiem nominacji do Oscarów, w tym jako najlepszy film. Pochodzący z filmu i ścieżki dźwiękowej singel „Come What May”, który nagrała w duecie z McGregorem, był ósmym największym przebojem roku w Australii, gdzie dotarł do 10. miejsca notowania Top 50 Singles.
W sierpniu 2001 na ekrany kin wszedł horror Alejandro Amenábara Inni, w którym wystąpiła w głównej roli. Wcieliła się w Grace Stewart, która podejrzewa, że jej dom jest nawiedzony. Krytyk filmowy Roger Ebert napisał, że „Nicole Kidman udało się przekonać nas, że jest normalną osobą w niepokojącej sytuacji, a nie tylko typową histeryczką z horroru”, zaś A. O. Scott z „The New York Times” ocenił jej występ: „Uosabia ten niestabilny amalgamat z przekonaniem, które samo w sobie jest przerażające. Lodowata rezerwa, która czasami blokuje jej ekspresyjny dar, staje się tu fundamentem jej najbardziej złożonego emocjonalnie występu do tej pory”. Rola przyniosła jej nominacje do BAFTA, Złotego Globa i Goyi w kategoriach najlepszej aktorki pierwszoplanowej, zaś film zarobił 210 milionów dolarów. Następnie wystąpiła w głównej roli jako Nadia, kandydatka głównego bohatera na żonę z katalogu, w filmie Dziewczyna na urodziny, którego premiera odbyła się we wrześniu 2001 na 58. MFF w Wenecji. W listopadzie 2001 ukazał się album Robbiego Williamsa Swing When You’re Winning, na który nagrał z nią w duecie cover utworu Franka i Nancy Sinatrów „Somethin’ Stupid”. Piosenka ukazała się w grudniu 2001 na singlu i odniosła sukces komercyjny, docierając do pierwszych miejsc list przebojów między innymi w Wielkiej Brytanii i na ogólnoeuropejskim European Hot 100. Ponadto między innymi w Wielkiej Brytanii i Australii została certyfikowana złotem.
Wcieliła się w pisarkę Virginię Woolf w dramacie Godziny w reżyserii Stephena Daldry’ego, który wszedł na ekrany kin w grudniu 2002. Na potrzeby roli nosiła prostetyczny nos. Stephen Holden z „The New York Times” napisał: „Pani Kidman w niezwykle odważnym występie przywołuje dziką wewnętrzną wojnę, jaką błyskotliwy umysł toczy z systemem wadliwych połączeń, który przesyła do jej mózgu palący, szalony trzask”. Dramat został uhonorowany nagrodą National Board of Review dla najlepszego filmu roku. Był wyświetlany konkursowo na 53. MFF w Berlinie, gdzie wraz z odtwórczyniami dwóch pozostałych głównych ról, Meryl Streep i Julianne Moore, otrzymała wspólnego Srebrnego Niedźwiedzia dla najlepszej aktorki. Podczas 75. ceremonii wręczenia Oscarów, gdzie Godziny były nominowane w ośmiu kategoriach (w tym najlepszy film), zdobyła jako pierwsza Australijka w historii nagrodę dla najlepszej aktorki pierwszoplanowej. Rola przyniosła jej również BAFTA dla najlepszej aktorki pierwszoplanowej i Złotego Globa dla najlepszej aktorki w filmie dramatycznym, a także dwie nominacje do SAG, indywidualną i grupową dla obsady.

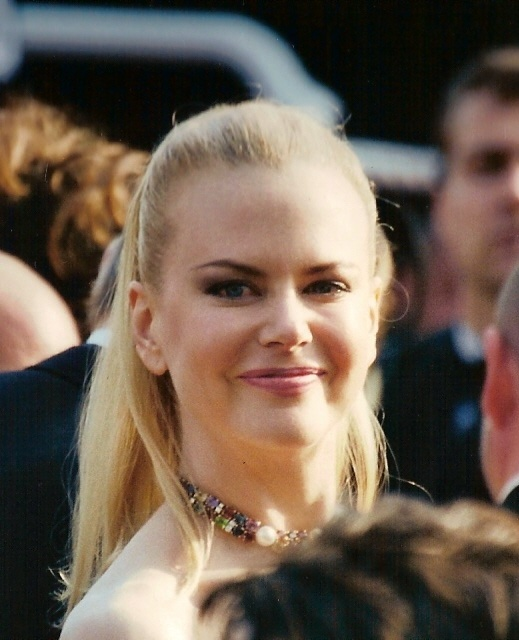
Kidman podczas premiery Dogville na 56. MFF w Cannes (2003)

W maju 2003 na 56. MFF w Cannes odbyła się premiera eksperymentalnego filmu Larsa von Triera Dogville, w którym wcieliła się w główną rolę Grace, poszukującej schronienia przed gangsterami. Peter Travers z „Rolling Stone’a” napisał, że dała w nim „najbardziej wstrząsający występ w swojej karierze”. W sierpniu 2003 na 60. MFF w Wenecji odbyła się premiera dramatu Roberta Bentona Piętno, w którym wystąpiła jako Faunia, kochanka głównego bohatera (granego przez Anthony’ego Hopkinsa). W październiku 2023 odbyła się premiera filmu Jane Campion Tatuaż, który współprodukowała. W grudniu 2003 na ekrany kin wszedł dramat historyczny Wzgórze nadziei w reżyserii Anthony’ego Minghelli. Wcieliła się w nim w Adę, mieszkankę południa Stanów Zjednoczonych w czasach wojny secesyjnej, która zakochuje się w głównym bohaterze, granym przez Jude’a Law. Richard Corliss z czasopisma „Time” ocenił: „Kidman czerpie siłę z trudnej sytuacji Ady i stopniowo rośnie, dosłownie promieniując. Jej rzeźbiarska bladość ustępuje miejsca ciepłemu blaskowi w świetle ognia”. Rola przyniosła jej nominację do Złotego Globa dla najlepszej aktorki w filmie dramatycznym. Wzgórze nadziei zarobił 173 miliony dolarów, ponadto był najczęściej nominowanym filmem w 57. edycji BAFTA i 61. edycji Złotych Globów.
W czerwcu 2004 na ekrany kin weszła czarna komedia Żony ze Stepford, w której wcieliła się w główną rolę Joanny Eberhart, żyjącej w miasteczku z podejrzanymi mieszkańcami. We wrześniu 2004 na 61. MFF w Wenecji odbyła się premiera filmu Jonathana Glazera Narodziny,  w którym zagrała główną rolę Anny, przekonanej, że jej syn jest reinkarnacją jej zmarłego męża. Mimo mieszanych recenzji i kontrowersji związanych z faktem, że w jednej ze scen kąpie się wraz z 10-latkiem, krytycy filmowi nazywali Annę jedną z jej najlepszych kreacji w karierze, ponadto przyniosła jej nominację do Złotego Globa. W kwietniu 2005 na ekrany kin wszedł dramat polityczny Sydneya Pollacka Tłumaczka, w którym wystąpiła w głównej roli jako Silvia Broome, tłumaczka pracująca dla ONZ, u boku Seana Penna. Następnie zagrała u boku Willa Ferrella w komedii romantycznej Czarownica, wydanej w czerwcu 2005. Wcieliła się w nim w czarownicę Isabel Bigelow, która zakochuje się w zwykłym śmiertelniku. Film przyniósł jej i Ferrelowi Złotą Malinę za najgorsze ekranowe połączenie.

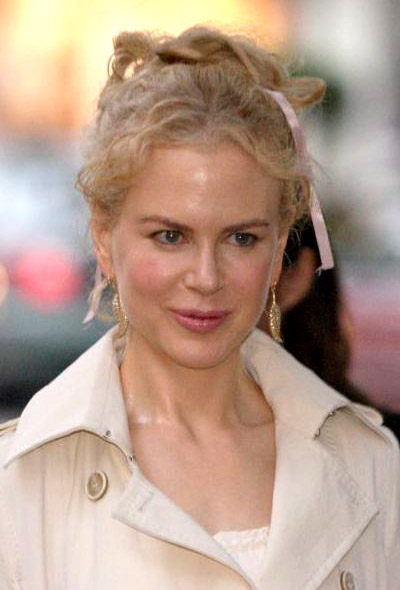
Kidman w 2006

W listopadzie 2006 odbyły się premiery dwóch filmów z jej udziałem. Pierwszym z nich był dramat Futro. Portret wyobrażony Diane Arbus, w którym wcieliła się w fotografkę Diane Arbus, u boku Roberta Downey Jr. Jessica Reaves z „Chicago Tribune” oceniła, że „jest to być może najbardziej poruszający występ Kidman”. Drugim był film animowany Happy Feet: Tupot małych stóp, w którym wystąpiła w roli dubbingowej jako pingwin Norma Jean. Ponadto nagrała na potrzeby jego ścieżki dźwiękowej cover utworu Prince’a „Kiss”. Film zarobił 385 milionów dolarów. W sierpniu 2007 na ekrany kin wszedł horror fantastycznonaukowy Inwazja, w którym wcieliła się w doktor Carol Bennell. W tym samym miesiącu odbyła się premiera filmu Margot jedzie na ślub, w którym zagrała Margot, usiłującą zapobiec małżeństwu siostry. Jej kolejną rolą była Marisa Coulter w filmie fantasy Złoty kompas na podstawie książki Zorza północna z trylogii Philipa Pullmana Mroczne materie. Film miał premierę w listopadzie 2007 i, mimo mieszanych recenzji, zarobił 372 miliony dolarów.
W listopadzie 2008 odbyła się premiera dramatu Australia w reżyserii Baza Luhrmanna. Wcieliła się w nim u boku Hugha Jackmana w główną rolę lady Sarah Ashley, brytyjskiej arystokratki żyjącej w Australii w czasie II wojnie światowej. Megan Lehmann z „The Hollywood Reporter” ocenił, że „Kidman dała jeden ze swoich najbardziej angażujących występów”, zaś David Ansen z „Newsweeka” napisał: „Kidman wydaje się rozkwitać pod okiem Luhrmanna – jest zabawna, ciepła i czarująca”. Film zarobił około 212 milionów dolarów, co było drugim najwyższym wynikiem w historii australijskiej kinematografii, i otrzymał osiem nominacji do nagród Australijskiego Instytutu Filmowego. W październiku 2023 w serwisach strumieniowych Hulu i Disney+ została udostępniona jego rozszerzona wersja w formie miniserialu Faraway Downs. Jej kolejną rolą była drugoplanowa postać Claudii w filmie muzycznym Roba Marshalla Dziewięć, który wszedł na ekrany kin w grudniu 2009. Zaśpiewała w nim piosenkę „Unusual Way”, wydaną na ścieżce dźwiękowej do filmu. Wraz z resztą obsady otrzymała grupową nominację do nagrody SAG.

### 2010–2019
W 2010 założyła z Perem Saarim wytwórnię filmową Blossom Films. Jej pierwszą produkcją był dramat Między światami, w którym wcieliła się w Beccę Corbett, pogrążoną w rozpaczy po śmierci dziecka. Jego premiera odbyła się we wrześniu 2010. Kirk Honeycutt z „The Hollywood Reporter” ocenił: „Jej występ jest fascynujący, ponieważ gra praktycznie cały film na dwóch poziomach: powierzchniowym życiu codziennym i tym, co wciąż powraca w jej głowie”. Rola przyniosła jej nominacje do Oscara, Złotego Globa i SAG w kategoriach najlepszej aktorki pierwszoplanowej. Następnie zagrała drugoplanową rolę Devlin Adams  w komedii romantycznej Żona na niby, wydanej w lutym 2011. Wyprodukowała film Monte Carlo, który wszedł na ekrany kin w lipcu 2011. We wrześniu 2011 odbyła się premiera dreszczowca Anatomia strachu, w którym wraz z Nicolasem Cagem wcieliła się w małżeństwo wzięte jako zakładników. W maju 2012 na 65. MFF w Cannes odbyła się premiera filmu Pokusa, w którym wcieliła się w drugoplanową rolę Charlotte, kochanki bohatera granego przez Zaca Efrona. Otrzymała za niego nominacje do Złotego Globa i SAG w kategoriach najlepszej aktorki drugoplanowej.

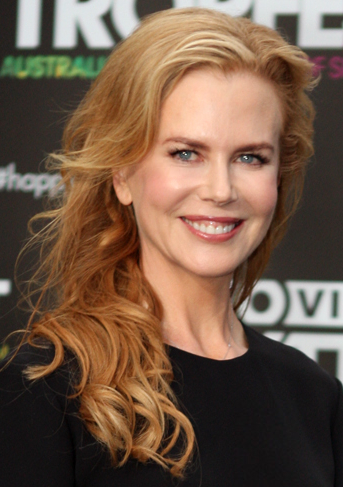
Kidman podczas festiwalu Tropfest (2012)

Również w maju 2012 kanał HBO wyemitował film telewizyjny Hemingway i Gellhorn, w którym wcieliła się w Marthę Gellhorn, partnerkę Ernesta Hemingwaya (w tej roli Clive Owen) w czasie hiszpańskiej wojny domowej. Rola przyniosła jej nominacje do Primetime Emmy, Złotego Globa i SAG w kategoriach najlepszej aktorki pierwszoplanowej w miniserialu lub filmie telewizyjnym. W lipcu 2012 został wydany czytany przez nią audiobook z powieścią Virginii Woolf Do latarni morskiej. W styczniu 2013 ukazał się dreszczowiec Stoker, w którym wcieliła się w Evelyn Stoker, matkę głównej bohaterki. We wrześniu 2013 odbyła się premiera filmu wojennego Droga do zapomnienia, w którym zagrała Patricię Wallace, żonę oficera Erica Lomaxa (w tej roli Colin Firth). Jej kolejną rolą była Grace Kelly, księżna Monako, w filmie biograficznym Grace księżna Monako, którego premiera odbyła się w maju 2014 na 67. MFF w Cannes. Choć w wybranych krajach był wyświetlany w kinach, w Stanach Zjednoczonych miał premierę w telewizji. Za sprawą roli została nominowana do SAG. Ponownie wystąpiła u boku Colina Firtha, jak również Marka Stronga, w dreszczowcu Zanim zasnę, wydanym we wrześniu 2014. Wcieliła się w Christine Lucas, która traci pamięć wskutek wypadku samochodowego.
W listopadzie 2014 telewizja HBO wyemitowała Witam panie: Film, filmową kontynuację serialu Witam panie, w której wystąpiła w roli cameo siebie samej. Również w listopadzie 2014 odbyła się premiera filmu aktorsko-animowanego Paddington, w którym zagrała główną antagonistkę, Millicent Clyde. Jego dochód (nie licząc wznowień kinowych) wyniósł około 268 milionów dolarów. Następnie wcieliła się w główną rolę Catherine Parker w dreszczowcu Na skraju klifu, wyświetlonym premierowo w styczniu 2015. W lutym 2015 na 65. MFF w Berlinie odbyła się premiera filmu biograficznego Królowa pustyni, w którym zagrała główną rolę brytyjskiej podróżniczki Gertrude Bell, przemierzającej Bliski Wschód. We wrześniu 2015 ukazał się film Rodzina Fangów, w którym wraz z Jasonem Batemanem wcieliła się w rodzeństwo poszukujące zaginionych rodziców, dodatkowo go współprodukowała poprzez Blossom Films. Od września do listopada 2015 występowała na West Endzie w sztuce Photograph 51. Wcieliła się w brytyjską biofizyczkę Rosalind Franklin w trakcie prac nad okryciem podwójnej helisy DNA. Rola przyniosła jej nagrodę Evening Standard Theatre Award dla najlepszej aktorki i nominację do Laurence Olivier Award.
W listopadzie 2015 na ekrany kin wszedł dreszczowiec Sekret w ich oczach, remake argentyńsko-hiszpańskiego filmu pod tym samym tytułem z 2009, w którym zagrała drugoplanową rolę prokurator Claire Sloan. W lutym 2016 na 66. MFF w Berlinie odbyła się premiera filmu biograficznego Geniusz o redaktorze Maxwellu Perkinsie (w tej roli Colin Firth), w którym zagrała drugoplanową rolę kostiumograf Aline Bernstein. We wrześniu 2016 ukazał się dramat biograficzny Lion. Droga do domu o hinduskim przedsiębiorcy Saroo Brierleyu, którego zagrał Dev Patel. Wcieliła się w nim w drugoplanową rolę jego adopcyjnej matki, Sue Brierley. Richard Roeper z „Chicago Sun-Times” napisał: „Kidman daje mocny i poruszający występ (…). To film równie dobry, jak wszystko, co nakręciła w ciągu ostatniej dekady”. Film zarobił 140 milionów dolarów i zdobył 12 nominacji do nagród Australijskiej Akademii Sztuk Kinowych i Telewizyjnych (AACTA), w tym dla niej jako najlepszej aktorki drugoplanowej, z czego wszystkie zakończyły się triumfem. Zdobyła również nagrodę AACTA dla najlepszej aktorki drugoplanowej w edycji poświęconej produkcjom zagranicznym. Rola przyniosła jej także nominacje do Oscara, BAFTA, Złotego Globa i SAG w kategoriach najlepszej aktorki drugoplanowej.

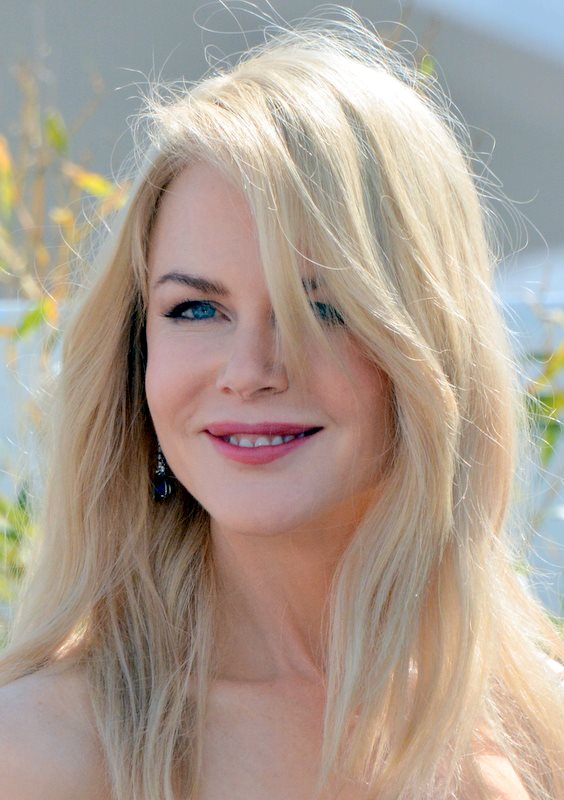
Kidman podczas 70. MFF w Cannes (2017)

Powróciła do telewizji za sprawą serialu (wówczas promowanego jako miniserial) Wielkie kłamstewka, stworzonego przez Davida E. Kelleya i emitowanego przez HBO od lutego 2017. Wcieliła się w nim w Celeste Wright, jedną z przyjaciółek mieszkających w Monterey, ofiarę przemocy domowej ze strony męża (którego zagrał Alexander Skarsgård), ponadto była jego producentką wykonawczą. Amerykański Instytut Filmowy zamieścił go w dziesiątce najlepszych programów telewizyjnych roku. Matthew Jacobs z portalu HuffPost ocenił, że „dała występ definiujący karierę”, zaś Ann Hornaday z „The Washington Post” napisała, że sprawą serialu „Kidman należy do panteonu wielkich aktorek”. Rola przyniosła jej nagrody Primetime Emmy, Złotego Globa i SAG w kategoriach najlepszej aktorki pierwszoplanowej w miniserialu lub filmie telewizyjnym. Jako producentka wykonawcza była także współlaureatką Primetime Emmy za najlepszy miniserial i Złotego Globa za najlepszy miniserial lub film telewizyjny.
W maju 2017 na 70. MFF w Cannes miały premiery cztery produkcje z jej udziałem: filmy Jak rozmawiać z dziewczynami na prywatkach, Zabicie świętego jelenia i Na pokuszenie oraz drugi sezon serialu telewizyjnego Tajemnice Laketop, zatytułowany Tajemnice Laketop: China Girl. W Jak rozmawiać z dziewczynami na prywatkach zagrała drugoplanową postać punkówy Boadicea. W Zabiciu świętego jelenia, wyreżyserowanym przez Jorgosa Lantimosa, wcieliła się wraz z Colinem Farrellem małżeństwo, które spędza czas z tajemniczym nastolatkiem. W Na pokuszenie wystąpiła jako przełożona dziewczęcej szkoły w czasie wojny secesyjnej, która opiekuje się rannym żołnierzem (w tej roli Farrell). W Tajemnicach Laketop: China Girl, których emisja telewizyjna w BBC Two rozpoczęła się w lipcu 2017, wcieliła się w adopcyjną matkę głównej bohaterki. Serial przyniósł jej nagrodę AACTA dla najlepszej aktorki gościnnej lub drugoplanowej w serialu dramatycznym. We wrześniu 2017 odbyła się premiera komediodramatu Spragnieni życia, remake’u francuskiego filmu Nietykalni (2011), w którym zagrała drugoplanową postać Yvonne, asystentki sparaliżowanego Philipa (w tej roli Bryan Cranston). W sierpniu 2018 ukazał się film kryminalny Niszczycielka, w którym wystąpiła w głównej roli jako Erin Bell, była tajna policjantka, która mści się na członkach gangu. Otrzymała za niego nominację do Złotego Globa.
Wraz z Russellem Crowem wcieliła się w małżeństwo, które wysyła syna (w tej roli Lucas Hedges) na terapię konwersyjną, w filmie Wymazać siebie, wydanym we wrześniu 2018. Zdobyła za niego dwie nagrody AACTA dla najlepszej aktorki drugoplanowej, w edycji filmów rodzimych i edycji filmów zagranicznych. Następnie wystąpiła w drugoplanowej roli jako Altanna, była królowa Atlantydy i matka Aquamana (którego zagrał Jason Momoa), w filmie superbohaterskim Aquaman z franczyzy DC Extended Universe, którego premiera odbyła się w listopadzie 2018. Zarobił on 1,1 miliarda dolarów, stając się najbardziej dochodową pozycją w jej karierze. W czerwcu 2019 kanał HBO rozpoczął emisję drugiego sezonu serialu Wielkie kłamstewka, w którym powróciła w roli Celeste Wright i jako producentka wykonawcza. Otrzymała za niego indywidualną nominację do Złotego Globa i grupową z obsadą do SAG. We wrześniu 2019 odbyła się premiera filmu Szczygieł, w którym zagrała panią Barbour, adopcyjną matkę głównego bohatera. Następnie wcieliła się w Gretchen Carlson, jedną z trzech dziennikarek Fox News (wraz z Charlize Theron i Margot Robbie) usiłujących ujawnić molestowanie seksualne ze strony szefa stacji, w filmie Gorący temat, który wszedł na ekrany kin w grudniu 2019. Otrzymała za niego dwie nominacje do SAG, indywidualną i grupową wraz z obsadą.

### Od 2020

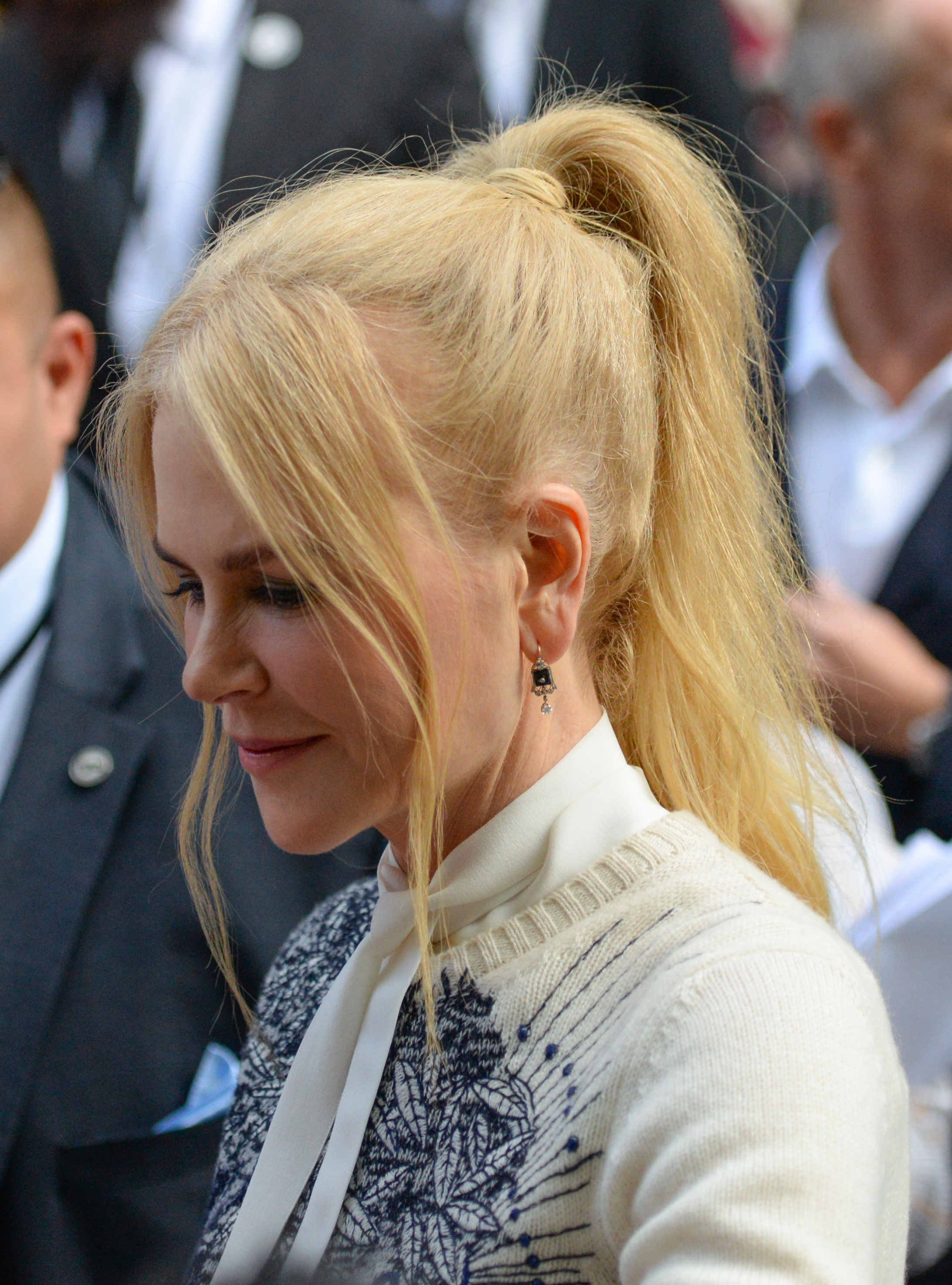
Kidman podczas 44. MFF w Toronto (2019)

W październiku 2020 kanał HBO rozpoczął emisję miniserialu Od nowa, stworzonego przez Davida E. Kelleya. Wystąpiła w nim w głównej roli jako terapeutka Grace Fraser, ponadto była jego producentką wykonawczą i zaśpiewała w jego czołówce utwór „Dream a Little Dream of Me”. Odnotował on najwyższą oglądalność spośród wszystkich seriali HBO w 2020, ponadto przyniósł jej nominacje do Złotego Globa i SAG. W grudniu 2020 w serwisie strumieniowym Netflix został udostępniony film muzyczny Bal, w którym wcieliła się w wokalistkę Angie Dickinson, ponadto zaśpiewała w nim w kilku piosenkach, wydanych na ścieżce dźwiękowej. W sierpniu 2021 platforma Hulu zaczęła udostępniać stworzony przez Kelleya serial (wówczas promowany jako miniserial) Dziewięcioro nieznajomych, w którym zagrała główną rolę Mashy, prowadzącej ośrodek odnowy biologicznej, ponadto była jego producentką wykonawczą. Odnotował on najwyższe wyniki oglądalności w historii programów oryginalnych Hulu.
W grudniu 2021 odbyła się premiera filmu biograficznego Lucy i Desi w reżyserii Aarona Sorkina, w którym wcieliła się w główną rolę aktorki Lucille Ball. Choć obsadzenie jej wywołało w mediach krytykę ze względu na brak podobieństwa fizycznego do Ball, rola została pozytywnie odebrana przez krytykę filmową. Zdobyła za nią Złotego Globa dla najlepszej aktorki w filmie dramatycznym i nagrodę AACTA dla najlepszej aktorki, ponadto otrzymała nominacje do Oscara i SAG w kategoriach najlepszej aktorki pierwszoplanowej. W kwietniu 2022 serwis Apple TV+ udostępnił serial antologiczny Ryk, nad którym pracowała jako producentka wykonawcza, ponadto zagrała w jednym z jego odcinków. W tym samym miesiącu odbyła się premiera filmu Wiking w reżyserii Roberta Eggersa, w którym wcieliła się w królową Gudrún, matkę Amletha (w tej roli Alexander Skarsgård). Nagrała w duecie z Lukiem Evansem cover utworu A Great Big World i Christiny Aguilery „Say Something”, wydany w październiku 2022. Była producentką wykonawczą miniserialu Miłość i śmierć, udostępnianego przez HBO Max od kwietnia 2023.
Wcieliła się w Kaitlyn Meade, kierowniczkę w CIA, w serialu telewizyjnym Special Ops: Lioness serwisu Paramount+, nad którym pracowała też jako producentka wykonawcza. Premiera jego pierwszego sezonu odbyła się w lipcu 2023. Następnie powtórzyła rolę królowej Atlanny w filmie superbohaterskim Aquaman i Zaginione Królestwo, kontynuacji Aquamana (2023), która weszła na ekrany kin w grudniu 2023. Jej kolejną rolą była Margaret Woo, Amerykanka mieszkająca w Hongkongu, w miniserialu Ekspatki serwisu Amazon Prime Video, nad którym pracowała też jako producentka wykonawcza. Jego premiera odbyła się w styczniu 2024. Lucy Mangan z czasopisma „The Guardian” oceniła w recenzji: „trudno oprzeć się wrażeniu, że działa na oparach swojego talentu”. W czerwcu 2024 serwis Netflix udostępnił komedię romantyczną Sprawa rodzinna, w której wystąpiła w głównej roli pisarki Brooke Harwood, u boku Zaca Efrona. Następnie zagrała Romy Mathis, CEO korporacji, która ma romans ze stażystą (w tej roli Harris Dickinson), w dreszczowcu erotycznym Babygirl. Jego premiera odbyła się w sierpniu 2024 na 81. MFF w Wenecji, gdzie wygrała Puchar Volpiego dla najlepszej aktorki. Rola przyniosła jej także nagrody National Board of Review i AACTA dla najlepszej aktorki oraz nominację do Złotego Globa.

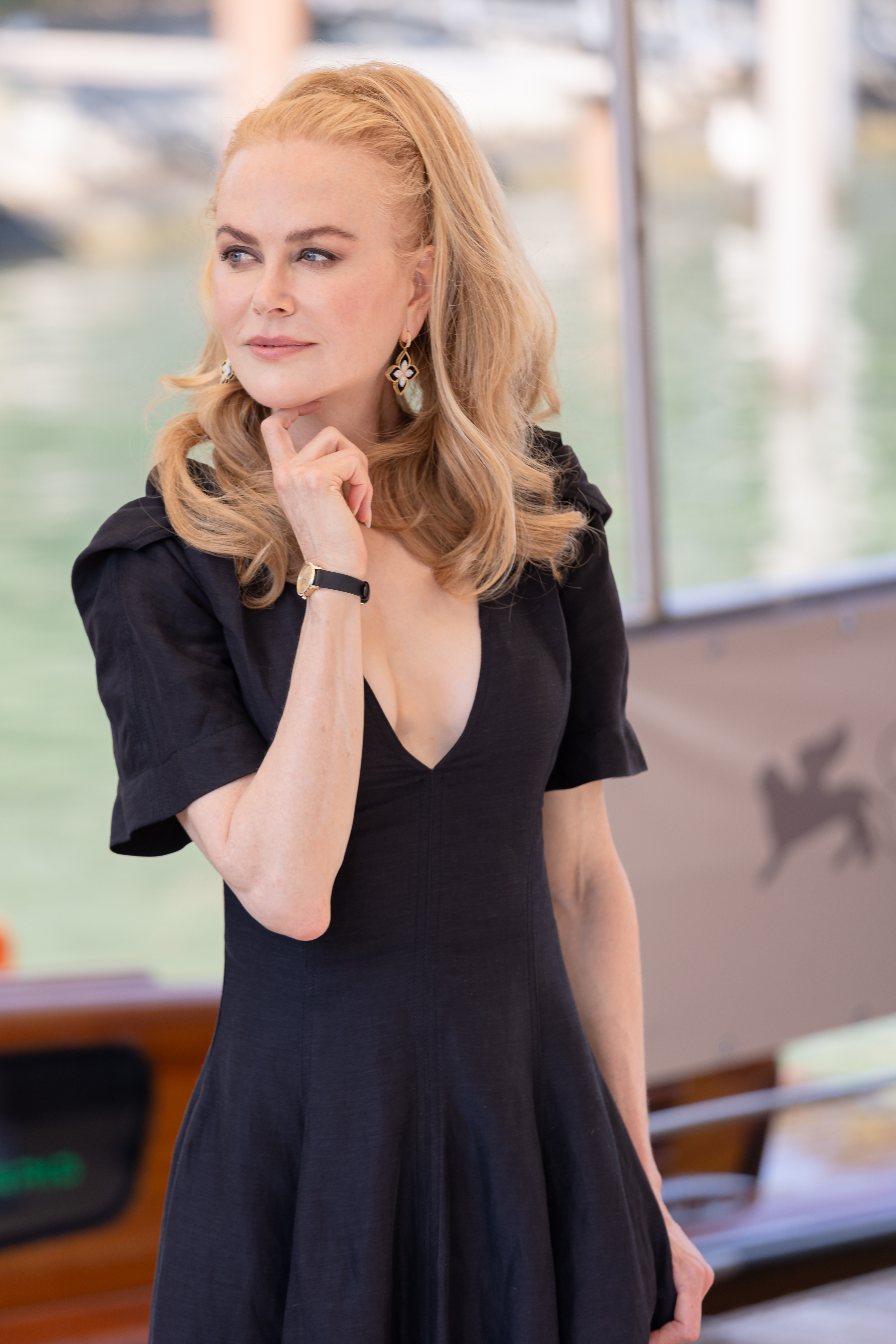
Kidman podczas 81. MFF w Wenecji (2024)

W sierpniu 2024 w serwisie Netflix ukazał się miniserial Para idealna, w którym zagrała główną rolę pisarki Greer Garrison Winbury i nad którym pracowała jako producentka wykonawcza. Mimo mieszanych recenzji, przez dwa tygodnie był najczęściej oglądanym serialem Netflixa. W październiku 2024 odbyła się premiera drugiego sezonu serialu Special Ops: Lioness, w którym powróciła w roli Kaitlyn Meade i jako producentka wykonawcza. W listopadzie 2024 w serwisie Netflix ukazał się film animowany Zaklęci, w którym wystąpiła w roli dubbingowej jako królowa Ellsmere, ponadto zaśpiewała w dwóch utworach na jego ścieżce dźwiękowej. W marcu 2025 w serwisie Amazon Prime Video został wydany dreszczowiec Holland, w którym zagrała główną rolę Nancy i który współprodukowała. W marcu 2025 australijski serwis Binge rozpoczął udostępnianie serialu The Last Anniversary, nad którym pracowała jako producentka wykonawcza. Powtórzyła rolę Mashy w drugim sezonie serialu Dziewięcioro nieznajomych, udostępnianym w Hulu od maja 2025.

#### Przyszłe projekty
Zagra główną rolę patolog Kay Scarpetty w serialu telewizyjnym Scarpetta serwisu Amazon Prime Video, nad którym pracuje także jako producentka wykonawcza. Na 2026 zapowiedziana jest premiera serialu Margo’s Got Money Troubles platformy Apple TV+, w którym zagra i nad którym pracuje jako producentka wykonawcza. Powtórzy rolę czarownicy Gillian Owens w filmie Practical Magic 2, kontynuacji Totalnej magii (1998), której premiera jest zapowiedziana na wrzesień 2026, ponadto będzie jego współproducentką.

## Pozostała działalność
W maju 2013 weszła w skład jury na 66. Międzynarodowym Festiwalu Filmowym w Cannes.
W 2004 wystąpiła w kampanii reklamowej perfumów Chanel No. 5. Od 2005 była ambasadorką zegarków Omega. W 2007 wystąpiła w europejskiej kampanii reklamowej gry komputerowej Brain Age 2: More Training in Minutes a Day! na Nintendo DS. W 2010 wzięła udział w kampanii centrum handlowego VillageMall w Rio de Janeiro. W 2013 wystąpiła w kampanii butów marki Jimmy Choo. W 2015 została ambasadorką linii lotniczych Etihad Airways. W 2017 wystąpiła w kampanii reklamowej producenta kosmetyków Neutrogena. W 2020 została ambasadorką firmy kosmetycznej SeraLabs. Od 2022 występowała w reklamach amerykańskiej sieci multipleksów kinowych AMC Theatres. W 2023 została ambasadorką marki modowej Balenciaga.
W 1994 została mianowana ambasadorką dobrej woli UNICEF. W 2006 została ambsadorką ambasadorką dobrej woli Funduszu Narodów Zjednoczonych na Rzecz Kobiet (UNIFEM) i, w ramach współpracy, odwiedziła Kosowo, by poznać doświadczenia lokalnych kobiet. W 2009 przemawiała w Izbie Reprezentantów Stanów Zjednoczonych, zachęcając do poparcia International Violence Against Women Act, legislacji w sprawie przemocy wobec kobiet. W 2010 wygłosiła przemowę na ceremonii UNIFEM w San Francisco z okazji otwarcia ośrodka Futures Without Violence, udzielającego pomocy ofiarom przemocy domowej. W 2014 zaprojektowała złotą statuetkę Misia Paddingtona, która została wylicytowana w celu wsparcia finansowego fundacji NSPCC, zajmującej się ochroną dzieci. W 2016 wpłaciła 50 tysięcy dolarów na organizację ONZ Kobiety.

## Życie prywatne

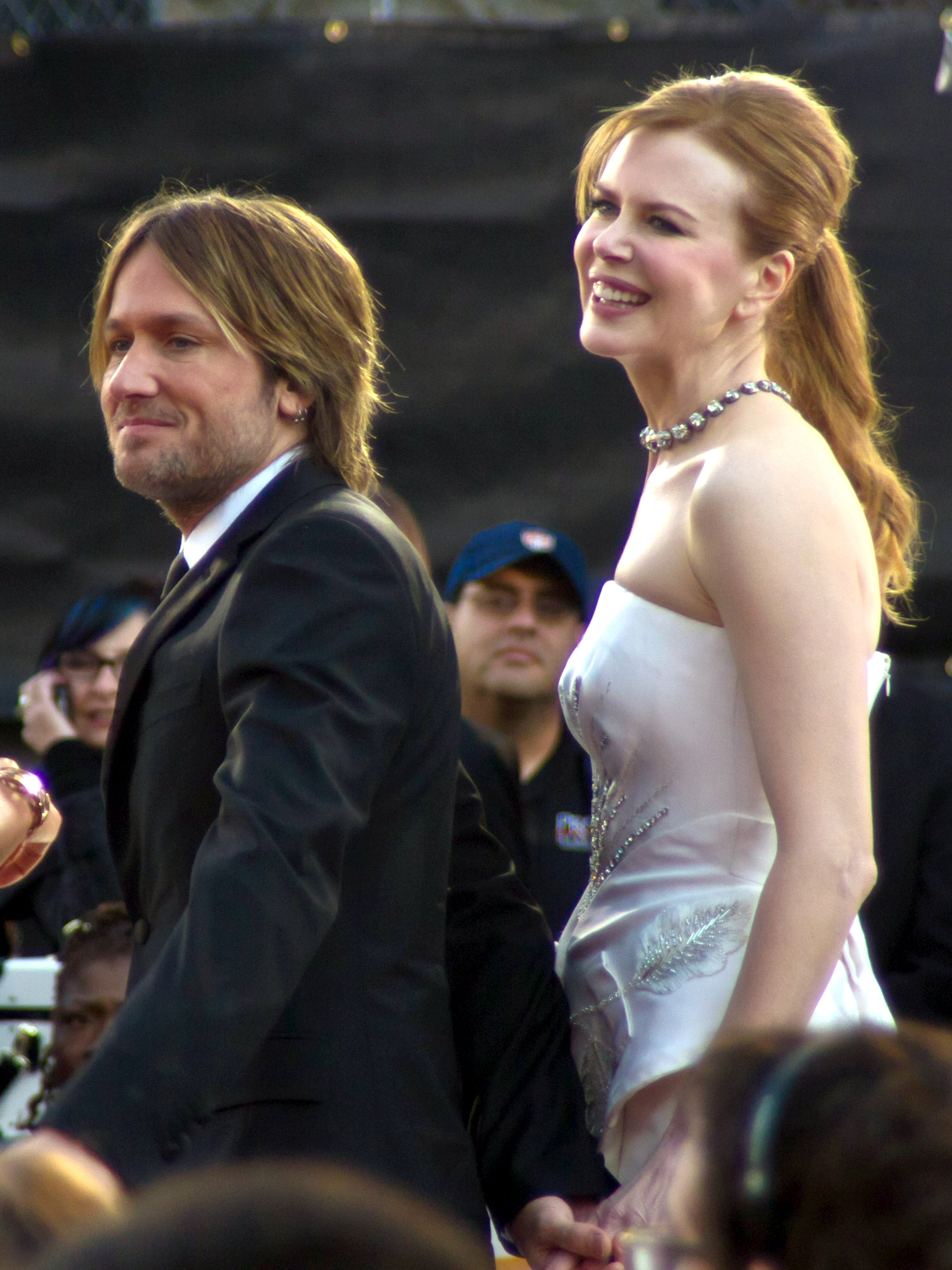
Kidman z mężem, Keithem Urbanem, podczas 83. ceremonii wręczenia Oscarów (2011)

W latach 80. była związana z australijskimi aktorami Tomem Burlinsonem i Marcusem Grahamem. W 1989, w trakcie zdjęć do filmu Szybki jak błyskawica, związała się z amerykańskim aktorem Tomem Cruisem, którego poślubiła 24 grudnia 1990 w Telluride. Adoptowali dwójkę dzieci: córkę Isabellę (ur. 1992) i syna Connora (ur. 1995). W lutym 2001 ich rzecznik prasowy poinformował, że są w separacji, a w tym samym roku się rozwiedli. W 2007 zdradziła w wywiadzie, że na początku małżeństwa była w ciąży ektopowej, a pod koniec poroniła. W 2015 Mark Rathbun, starszy dyrektor Kościoła Scjentologii, wyznał w poświęconym scjentologii filmie dokumentalnym, że miał za zadanie zachęcić Cruise’a do rozstania z Kidman, uchodzącej w oczach Kościoła za „potencjalne źródło problemów”. Według doniesień medialnych, nie utrzymuje kontaktu z Isabellą i Connorem.
W 2003 była związana z raperem Q-Tipem, a następnie zaręczona z amerykańskim muzykiem rockowym Lennym Kravitzem. W 2005 związała się z australijsko-amerykańskim muzykiem country Keithem Urbanem, a w maju 2006 poinformowała, że są zaręczeni. Pobrali się 25 czerwca 2006 w Sydney. 7 lipca 2008 urodziła w Nashville córkę Sunday Rose. 28 grudnia 2010 w Nashville na świat przyszła ich druga córka, Faith Margaret, którą urodziła matka zastępcza. Posiadają domy w Nashville, Beverly Hills i Sutton Forest oraz mieszkania w Sydney i Nowym Jorku.
Deklaruje się jako katoliczka.

## Charakterystyka twórczości
Praktykuje aktorstwo metodyczne. W wywiadach wspominała o nieumiejętności oddzielenia się od postaci w trakcie zdjęć i negatywnym oddziaływaniu metody na jej zdrowie. Wypowiedziała się:

Jestem aktorką postaciową. Szkoliłem się na aktorkę charakterystyczną. To właśnie chcę robić. Wierzę w zmianę wyglądu, sposobu poruszania się, sposobu mówienia. Nie jestem dobra w graniu samej siebie, więc największą satysfakcję daje mi zmiana w kogoś innego.

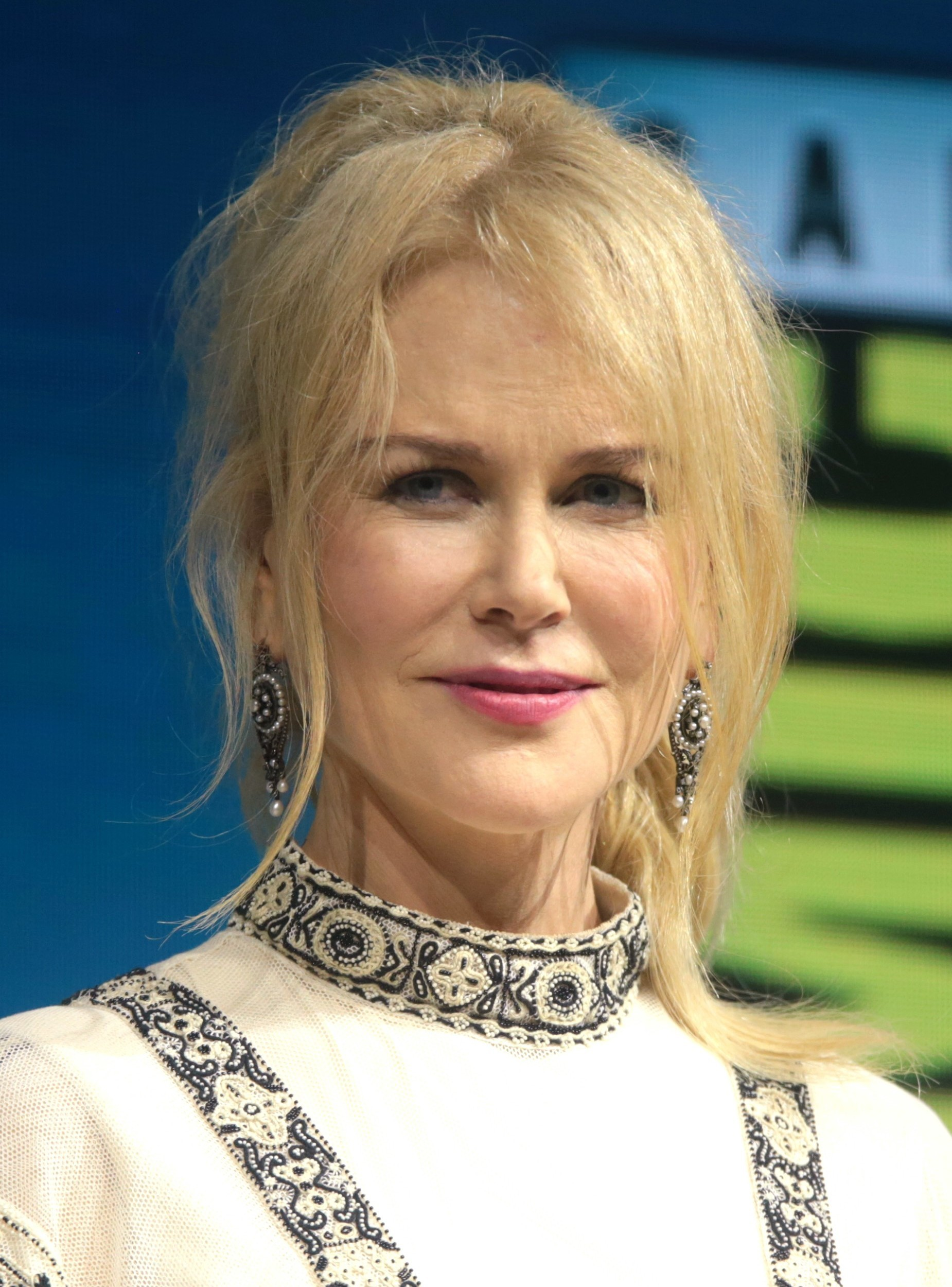
Kidman podczas panelu promującego film Aquaman na konwencie San Diego Comic-Con (2018)

Mark Caro, dziennikarz „Los Angeles Times”, napisał: „Dla Nicole Kidman aktorstwo to nie tylko techniczny wyczyn, to sztuka transformacji. Z jej wypowiedzi wynika, że zmiana może być tak dramatyczna, jak metamorfoza gąsienicy w motyla. Będzie ciężko pracować, żeby wczuć się w rolę”. Katherine Cusumano z czasopisma „W” napisała: „Kidman to istna enigma. Wnika w skórę swojej bohaterki tak głęboko, że niemal nie sposób odróżnić aktorki od roli. Właśnie dlatego stała się synonimem kilku swoich kluczowych ról – w tym Virginii Woolf w Godzinach, damy Ady Monroe we Wzgórzu nadziei czy żony kuratora sztuki w Oczach szeroko zamkniętych – i dlaczego te filmy są tak zdefiniowane przez obecność Kidman w nich”. Sharon Marie Carnicke, profesor szkoły aktorskiej USC School of Dramatic Arts w Los Angeles, nazwała jej aktorstwo kinetycznym, dodając: „Wybory aktorskie Kidman są wiarygodne i naturalne, ponieważ stanowią reakcję na specyficzne okoliczności panujące w jej świecie”.
Dennis Bingham, profesor filmoznawstwa na Indiana University–Purdue University Indianapolis, ocenił: „Kidman zawsze gra o krok lub dwa poza postacią, sygnalizując jej reakcje i wydłużając czas potrzebny na sformułowanie decyzji i wniosków. Nawet jej reakcje emocjonalne są prezentowane jako znaki”. Pam Cook, profesor filmoznawstwa na University of Southampton, napisała: „Jej nacisk na sztuczność i technikę wskazuje na koncepcję aktorstwa ekranowego, która skupia się na ekspresji filmowej, a nie na ciele aktora i jego intencjach w kreowaniu postaci”. W ocenie Mary Luckhurst, profesor sztuki na Uniwersytecie Bristolskim, „strategicznie dąży do wysokiego ryzyka zmienności i wszechstronności, regularnie oscylując między rolami i formami artystycznymi o charakterze naturalistycznym i nienaturalistycznym”. Dodała, że „może nieustannie testować własne granice emocjonalne, umiejętności fizyczne, poglądy polityczne, wartości i ramy odniesienia”, zaś „jej koncepcja aktorstwa postaci obejmuje stopniową metamorfozę w coś, co uważa za tak «inne», że często mówi o gubieniu się w roli, a jej gotowość do stawiania sobie wyzwań w tym zakresie nieustannie zaskakuje innych aktorów, reżyserów i producentów”.
W 2017 zadeklarowała podczas konferencji prasowej na 70. MFF w Cannes, że z uwagi na zbyt mały udział kobiet w przemyśle filmowym i w ramach wsparcia dla ich większej reprezentacji zamierza pracować raz na 18 miesięcy z reżyserką płci żeńskiej. Ostatecznie przebiła planowany wynik, pracując w latach 2017–2025 przy filmach lub serialach kręconych przez 19 reżyserek.

## Dorobek artystyczny

### Teatr
| Rok  | Tytuł            | Rola              | Teatr                                                     | Źr.           |
| ---- | ---------------- | ----------------- | --------------------------------------------------------- | ------------- |
| 1988 | Stalowe magnolie | Shelby            | York Theatre, Sydney Athenaeum Theatre, Melbourne         | [ 28 ] [ 29 ] |
| 1998 | The Blue Room    | różne postacie    | Donmar Warehouse, Londyn James Earl Jones Theatre, Londyn | [ 57 ] [ 58 ] |
| 2015 | Photograph 51    | Rosalind Franklin | Noël Coward Theatre, Londyn                               | [ 154 ]       |

### Dyskografia
| Rok  | Tytuł                                             | Pozostali wykonawcy                                                                                                | Album                                                | Źr.     |
| ---- | ------------------------------------------------- | --- | ---------------------------------------------------- | ------- |
| 2001 | „Sparkling Diamonds”                              | Jim Broadbent, Caroline O’Connor, Natalie Mendoza, Lara Mulcahy                                                    | Moulin Rouge! Music from Baz Luhrmann’s Film         | [ 289 ] |
| 2001 | „One Day I’ll Fly Away”                           | — | Moulin Rouge! Music from Baz Luhrmann’s Film         | [ 289 ] |
| 2001 | „Elephant Love Medley”                            | Ewan McGregor, Jamie Allen                                                                                         | Moulin Rouge! Music from Baz Luhrmann’s Film         | [ 289 ] |
| 2001 | „Come What May”                                   | Ewan McGregor | Moulin Rouge! Music from Baz Luhrmann’s Film         | [ 289 ] |
| 2001 | „Hindi Sad Diamonds”                              | John Leguizamo, Alka Yagnik                                                                                        | Moulin Rouge! Music from Baz Luhrmann’s Film         | [ 289 ] |
| 2001 | „Somethin’ Stupid”                                | Robbie Williams | Swing When You’re Winning                            | [ 79 ]  |
| 2002 | „The Pitch (Spectacular Spectacular)”             | Jim Broadbent, Jacek Koman, John Leguizamo, Ewan McGregor, Garry McDonald, Richard Roxburgh, Matthew Whittet       | Moulin Rouge! Music from Baz Luhrmann’s Film, Vol. 2 | [ 290 ] |
| 2002 | „The Show Must Go On”                             | Jim Broadbent, Anthony Weigh                                                                                       | Moulin Rouge! Music from Baz Luhrmann’s Film, Vol. 2 | [ 290 ] |
| 2006 | „Kiss” / „Heartbreak Hotel”                       | Hugh Jackman | Happy Feat                                           | [ 291 ] |
| 2009 | „Unusual Way”                                     | — | Nine                                                 | [ 123 ] |
| 2020 | „Dream a Little Dream of Me”                      | — | The Undoing                                          | [ 292 ] |
| 2020 | „Changing Lives (Reprise)”                        | Meryl Streep, James Corden, Andrew Rannells                                                                        | The Prom                                             | [ 203 ] |
| 2020 | „Its Not About Me”                                | Meryl Streep, James Corden, Andrew Rannells, Keegan-Michael Key, Kerry Washington                                  | The Prom                                             | [ 203 ] |
| 2020 | „Zazz”                                            | Jo Ellen Pellman                                                                                                   | The Prom                                             | [ 203 ] |
| 2020 | „It’s Time to Dance”                              | Jo Ellen Pellman, Ariana DeBose, James Corden, Meryl Streep, Andrew Rannells, Keegan-Michael Key, Kevin Chamberlin | The Prom                                             | [ 203 ] |
| 2020 | „Wear Your Crown”                                 | Ariana DeBose, Jo Ellen Pellman, Kerry Washington, Meryl Streep                                                    | The Prom                                             | [ 203 ] |
| 2022 | „Say Something”                                   | Luke Evans | A Song for You                                       | [ 216 ] |
| 2024 | „Remembering”                                     | Javier Bardem, Rachel Zegler                                                                                       | Spellbound                                           | [ 235 ] |
| 2024 | „What About Us – The Way It Was Before (Reprise)” | Javier Bardem, Rachel Zegler                                                                                       | Spellbound                                           | [ 235 ] |

## Odznaczenia
- Towarzysz Orderu Australii – 2007[293]